# UCIワールドツアー2019
UCIワールドツアー2019（UCI World Tour 2019）は、UCIワールドツアーの2019年におけるシリーズ。新たにデ・パンネ3日間がUCIヨーロッパツアーから昇格し、全38戦となる。

## 参加チーム
- AG2R・ラ・モンディアル (ALM)  フランス
- アスタナ (AST)  カザフスタン
- バーレーン・メリダ (TBM)  バーレーン
- ボーラ＝ハンスグローエ (BOH)  ドイツ
- CCCチーム (CPT)  ポーランド
- ドゥクーニンク・クイックステップ (DQT)  ベルギー
- グルパマ・FDJ (GFC)  フランス
- ロット・ソウダル (LTS)  ベルギー
- ミッチェルトン・スコット (MTS)  オーストラリア
- モビスター・チーム (MOV)  スペイン
- チーム・ディメンションデータ (TDD)  南アフリカ共和国
- EFエデュケーションファースト・プロサイクリング (EF1)  アメリカ合衆国
- チーム・イネオス (INE)  イギリス
- チーム・カチューシャ・アルペシン (TKA)  スイス
- チーム・ユンボ・ヴィスマ (TJV)  オランダ
- チーム・サンウェブ (SUN)  ドイツ
- トレック・セガフレード (TFS)  アメリカ合衆国
- UAE チーム・エミレーツ (UAD)  アラブ首長国連邦

## 日程
| 日程             | レース名                                             | 優勝者                             | 国籍             | 所属チーム                                     |
| ---------------- | ---------------------------------------------------- | ---------------------------------- | ---------------- | ---------------------------------------------- |
| 1月15日〜20日    | ツアー・ダウンアンダー                               | ダリル・インピー                   | 南アフリカ共和国 | ミッチェルトン・スコット                       |
| 1月27日          | カデル・エヴァンス・グレートオーシャン・ロードレース | エリア・ヴィヴィアーニ             | イタリア         | ドゥクーニンク・クイックステップ               |
| 2月25日〜3月2日  | UAEツアー                                            | プリモシュ・ログリッチ             | スロベニア       | チーム・ユンボ・ヴィスマ                       |
| 3月2日           | オムロープ・ヘット・ニウスブラット                   | ズデネク・シュティバル             | チェコ           | ドゥクーニンク・クイックステップ               |
| 3月9日           | ストラーデ・ビアンケ                                 | ジュリアン・アラフィリップ         | フランス         | ドゥクーニンク・クイックステップ               |
| 3月10日〜17日    | パリ〜ニース                                         | エガン・ベルナル                   | コロンビア       | チーム・スカイ                                 |
| 3月13日〜19日    | ティレーノ〜アドリアティコ                           | プリモシュ・ログリッチ             | スロベニア       | チーム・ユンボ・ヴィスマ                       |
| 3月23日          | ミラノ〜サンレモ                                     | ジュリアン・アラフィリップ         | フランス         | ドゥクーニンク・クイックステップ               |
| 3月27日          | デ・パンネ3日間                                      | ディラン・フルーネヴェーヘン       | オランダ         | チーム・ユンボ・ヴィスマ                       |
| 3月29日          | E3ビンクバンク・クラシック                           | ズデネク・シュティバル             | チェコ           | ドゥクーニンク・クイックステップ               |
| 3月25日〜31日    | カタルーニャ一周                                     | ミゲル・アンヘル・ロペス           | コロンビア       | アスタナ・プロチーム                           |
| 3月31日          | ヘント〜ウェヴェルヘム                               | アレクサンダー・クリストフ         | ノルウェー       | UAE チーム・エミレーツ                         |
| 4月3日           | ドワルス・ドール・フラーンデレン                     | マチュー・ファン・デル・プール     | オランダ         | コレンドン・サーカス                           |
| 4月7日           | ロンド・ファン・フラーンデレン                       | アルベルト・ベッティオル           | イタリア         | EFエデュケーションファースト・プロサイクリング |
| 4月8日〜13日     | バスク一周                                           | ヨン・イサギレ                     | スペイン         | アスタナ・プロチーム                           |
| 4月14日          | パリ〜ルーベ                                         | フィリップ・ジルベール             | ベルギー         | ドゥクーニンク・クイックステップ               |
| 4月16日〜21日    | ツアー・オブ・ターキー                               | フェーリクス・グロースシャルトナー | オーストリア     | ボーラ＝ハンスグローエ                         |
| 4月21日          | アムステルゴールドレース                             | マチュー・ファン・デル・プール     | オランダ         | コレンドン・サーカス                           |
| 4月24日          | フレッシュ・ワロンヌ                                 | ジュリアン・アラフィリップ         | フランス         | ドゥクーニンク・クイックステップ               |
| 4月28日          | リエージュ〜バストーニュ〜リエージュ                 | ヤコブ・フグルサング               | デンマーク       | アスタナ・プロチーム                           |
| 4月30日〜5月5日  | ツール・ド・ロマンディ                               | プリモシュ・ログリッチ             | スロベニア       | チーム・ユンボ・ヴィスマ                       |
| 5月1日           | エシュボルン＝フランクフルト                         | パスカル・アッカーマン             | ドイツ           | ボーラ＝ハンスグローエ                         |
| 5月12日〜18日    | ツアー・オブ・カリフォルニア                         | タデイ・ポガチャル                 | スロベニア       | UAE チーム・エミレーツ                         |
| 5月11日〜6月2日  | ジロ・デ・イタリア                                   | リチャル・カラパス                 | エクアドル       | モビスター・チーム                             |
| 6月9日〜16日     | クリテリウム・デュ・ドフィネ                         | ヤコブ・フールサング               | デンマーク       | アスタナ・プロチーム                           |
| 6月15日〜23日    | ツール・ド・スイス                                   | エガン・ベルナル                   | コロンビア       | チーム・イネオス                               |
| 7月6日〜28日     | ツール・ド・フランス                                 | エガン・ベルナル                   | コロンビア       | チーム・イネオス                               |
| 8月3日           | クラシカ・サンセバスティアン                         | レムコ・イヴェネプール             | ベルギー         | ドゥクーニンク・クイックステップ               |
| 8月4日           | プルデンシャル・ライドロンドン＝サリー・クラシック   | エリア・ヴィヴィアーニ             | イタリア         | ドゥクーニンク・クイックステップ               |
| 8月3日〜8月9日   | ツール・ド・ポローニュ                               | パヴェル・シヴァコフ               | ロシア           | チーム・イネオス                               |
| 8月12日〜18日    | ビンクバンク・ツアー                                 | ローレンス・デプルス               | ベルギー         | チーム・ユンボ・ヴィスマ                       |
| 8月25日          | ユーロアイズ・サイクラシックス                       | エリア・ヴィヴィアーニ             | イタリア         | ドゥクーニンク・クイックステップ               |
| 8月24日〜9月15日 | ブエルタ・ア・エスパーニャ                           | プリモシュ・ログリッチ             | スロベニア       | チーム・ユンボ・ヴィスマ                       |
| 9月1日           | ブルターニュ・クラシック                             | セプ・ファンマルク                 | ベルギー         | EFエデュケーションファースト・プロサイクリング |
| 9月13日          | グランプリ・シクリスト・ド・ケベック                 | マイケル・マシューズ               | オーストラリア   | チーム・サンウェブ                             |
| 9月15日          | グランプリ・シクリスト・ド・モンレアル               | フレフ・ファン・アーヴェルマート   | ベルギー         | CCCチーム                                      |
| 10月12日         | ジロ・ディ・ロンバルディア                           | バウケ・モレマ                     | オランダ         | トレック・セガフレード                         |
| 10月17日〜22日   | ツアー・オブ・広西                                   | エンリク・マス                     | スペイン         | ドゥクーニンク・クイックステップ               |